# Zirndorf

Zirndorf este un oraș din districtul Fürth, Franconia Mijlocie, landul Bavaria, Germania.

## Istoric
Prima atestare documentară a orașului are loc într-un document datat 9 septembrie 1297. Orașul a fost distrus aproape în întregime în timpul Războiului de Treizeci de Ani. Industria berăriei care s-a dezvoltata aici spre sfârșitlul secolul XVII a fost fundamentală pentru revigorarea orașului. Mijlocul secolului XIX a văzut apariția unei importante industrii a jucăriilor care a contribuit foarte mult la dezvoltarea industrială și continuă să fie și astăzi deosebit de importantă.